# Saison 2 de Highlander
 (juin 2024).
Chronologie
Saison 1 Saison 3
Cet article présente le guide des épisodes de la deuxième saison de la série télévisée franco-canadienne Highlander.

## Distribution

### Acteurs principaux
- Adrian Paul (VF : Pierre Dourlens) : Duncan MacLeod
- Stan Kirsch (VF : Pierre Laurent) : Richie Ryan
- Alexandra Vandernoot (VF : elle-même) : Tessa Noël (épisodes 1 à 4 puis 21 et 22)
- Jim Byrnes (VF : Michel Paulin) : Joe Dawson
- Philip Akin (VF : Bruno Dubernat) : Charlie DeSalvo (épisodes 1 à 15)
- Michel Modo : Maurice (épisodes 15 à 22)

## Épisodes
Les vingt-deux épisodes de la deuxième saison de la série sont :

### Épisode 1:Les Guetteurs
- Canada : 27 septembre 1993 en Syndication
- France : 15 septembre 1994 sur M6

- Jim Byrnes
- Rendall Cobb

- Première apparition du personnage de Joe Dawson, incarné par Jim Byrnes.
- Les fans de Stargate SG1 auront reconnu Heru'ur alias Douglas Arthurs dans le bar au début de l'épisode.

### Épisode 2:Le Dernier Rendez-vous
- Canada : 4 octobre 1993 en Syndication
- France : 22 septembre 1994 sur M6

- Sheila Moore
- Joel Wyner

- Gregor

### Épisode 3:Volte-face
- Canada : 11 octobre 1993 en Syndication
- France : 29 septembre 1994 sur M6

- Geraint Wyn Davies (en)
- Alan Robertson
- Brittaney Edgell

- Michael Moore/ Quentin Barnes

### Épisode 4:Plus sombre que la nuit
- Canada : 18 octobre 1993 en Syndication
- France : 6 octobre 1994 sur M6

- Traci Lords
- Andrew Jackson

- Dans cet épisode, Richie, en réalité un pré-Immortel, meurt et ressuscite comme Immortel. Duncan avait conscience de la future immortalité de Richie, et c’est pour cela qu'il accepta de garder un œil sur lui afin de lui servir de mentor, tout comme un certain Connor MacLeod l'a fait pour lui.
- Mort de Tessa Noël, le personnage joué par Alexandra Vandernoot.

### Épisode 5:Œil pour œil
- Canada : 25 octobre 1993 en Syndication
- France : 25 septembre 1994 sur M6

- Sheena Easton
- Andrew A. Kavadas

- Anne Elisabeth Deane

- Richie remporte son premier duel face à un autre Immortel, mais pas son premier Quickening puisqu’il choisit d’épargner la vie de son adversaire.
- Le magasin d'antiquités est vendu, Duncan rachète la salle de sport et s'y installe juste au-dessus.

### Épisode 6:La Zone
- Canada : 1er novembre 1993 en Syndication
- France : 20 octobre 1994 sur M6

- Santino Buda
- Sandra P. Grant
- Alphonso Quijada
- Michael Shanks

### Épisode 7:Le Retour d'Amanda
- Canada : 8 novembre 1993 en Syndication
- France : 27 octobre 1994 sur M6

- Don S. Davis
- Elizabeth Gracen
- Mitchell Kosterman

- Amanda

- Cet épisode est une parodie du film culte des années 1940, Casablanca.
- Les fans de Stargate reconnaîtront le Général George Hammond (Don S. Davis), le colonel Samuels (Robert Wisden), le colonel Tom Rundell (Mitchell Kosterman) et Simian/Smeadon (Michael Puttonen) de tous ses acteurs, seul Wisden n'est pas passé par MacGyver.

### Épisode 8:La Vengeance
- Canada : 15 novembre 1993 en Syndication
- France : 3 novembre 1994 sur M6

- Dustin Nguyen
- Robert Ito

- On peut noter un clin d'œil à la saga Le Parrain quand Duncan dit à Charlie : « On va lui faire une proposition qu'il ne pourra pas refuser ».
- Le flashback de Duncan nous plonge en plein cœur de l’Amérique des années 1920/30, dans un quartier italo-américain régi par la Mano Negra (la Main noire).
- Robert Ito fera une autre apparition dans le premier épisode de la 3e saison en tant que Hideo, le bretteur japonais qui initia Duncan aux arts martiaux japonais et qui lui offrit son fameux katana.
- Dustin Nguyen a tenu un tout autre rôle dans la saison précédente Dose Mortelle.

### Épisode 9:Sa vie est un combat
- Canada : 22 novembre 1993 en Syndication
- France : 10 novembre 1994 sur M6

- Bruce Young
- Geza Kovacs.

Immortel
- Carl Robinson

Flashback
- Louisiane, 1923.

### Épisode 10:En hommage à Tommy
- Canada : 29 novembre 1993 en Syndication
- France : 17 novembre 1994 sur M6

- Roddy Piper
- Andrea Roth
- Robert Collins
- Gabrielle Miller

### Épisode 11:Le Combattant
- Canada : 31 janvier 1994 en Syndication
- France : 24 novembre 1994 sur M6

- Bruce Weitz
- Cali Timmins
- Tom McBeath
- Wren Robertz
- Nicholas Lea

Un vieil ami de Duncan, Tommy Sullivan, autrefois boxeur, s'occupe de la carrière d'un futur champion. Du haut de ses 1,60 m, il plonge toujours la tête baissée. Seul bémol : il ne sait pas parler aux dames.
Bien qu'il ait l'air innocent, il n'hésite pas à se faire justice quand il s'agit d'argent. Quand un entraîneur propose à son poulain de prendre sa carrière en main, Sully ne manque pas à lui faire comprendre que s'il ne laisse pas tomber, il finirait six pieds sous terre.
- Tommy Sullivan

- Nicholas Lea, qui joue le petit frère d'Iris, fera une autre apparition dans la série dans le rôle de Cory Raines (saison 5, épisode 6 : À tout prix).
- Cette fois-ci, c'est le futur Colonel Harry Maybourne (Tom McBeath) et un garde du SGC (Charles Andrew) qui font leur apparition dans cet épisode.

### Épisode 12:Au nom de la loi
- Canada : 7 février 1994 en Syndication
- France : 1er décembre 1994 sur M6

- Deanna Milligan
- Jonathan Banks
- Lochlyn Munro

Richie tombe sur Lauren, une belle blonde poursuivie par un mystérieux personnage. Plus tard, Duncan découvre qu’elle est mêlée à une affaire d’homicide et son poursuivant est un vieil Immortel nommé Mako qui consacre sa vie au service de la loi.
- Mako

### Épisode 13:Pour l'amour d'un enfant
- Canada : 14 février 1994 en Syndication
- France : 8 décembre 1994 sur M6

- Michelle Thrush
- Jon Cuthbert
- Ed Lauter

- Aucun autre Immortel que Duncan n’apparaît dans cet épisode, et Duncan n’a finalement pas besoin de se servir de son immortalité. Toutefois, l’épisode met en exergue la grande tristesse de Duncan de ne pas pouvoir avoir d’enfant, cela lui étant biologiquement impossible (c’est la contrepartie majeure de l’immortalité).
- C'est la deuxième et dernière apparition de Doug Abrahams (Luke Hoskins), il sera le commander Hale puis un prieur Ori dans Stargate SG1.

### Épisode 14:Une alliance dangereuse (1repartie)
- Canada : 21 février 1994 en Syndication
- France : 15 décembre 1994 sur M6

- Roland Gift
- Peter Hudson
- Stacey Travis
- Franck Dubosc : Michel de Bourgogne

Xavier St Cloud est de retour, il s’est allié avec James Horton. Leur collaboration consiste à utiliser des mercenaires pour affaiblir les immortels pour que Xavier puisse les achever sans peine. Alertés par Dawson, Duncan et Charlie s’échappent de justesse d’une mort certaine et décident de traquer le groupe de mercenaires. L’agent de CID, Renee Delaney, espionne Duncan pour que ce dernier la mène à Xavier et à ses sbires.
- Xavier St Cloud

### Épisode 15:Une alliance dangereuse (2epartie)
- Canada : 28 février 1994 en Syndication
- France : 22 décembre 1994 sur M6

- Denis Fouqueray
- Alexandra Stewart
- Stacey Travis

Duncan accepte l’aide de Dawson pour traquer Horton et Xavier et finit par trouver leur trace à Paris. Avec la coopération de Renee et de Maurice, son voisin pique-assiettes qui a squatté sa péniche sous prétexte de la garder, Duncan débusque Horton. Dawson finit par le tuer en lui tirant une balle.
- Xavier St Cloud

- Cet épisode est dédié à Werner Stocker (Darius), décédé en mai 1993 à l'âge de 38 ans.
- Première apparition de Maurice, incarné par Michel Modo.
- Dernière apparition de la saison pour Charlie.
- Duncan repart à Paris dans sa péniche.

### Épisode 16:Le Vampire
- Canada : 7 mars 1994 en Syndication
- France : 29 décembre 1994 sur M6

- Jeremy Brudenell
- Trevor Peacock
- Denis Lill
- Tonya Kinzinger

Immortels
- Nicholas Ward

Flashback
Paris, 1840.

### Épisode 17:Le Manipulateur
- Canada : 14 mars 1994 en Syndication
- France : 5 janvier 1995 sur M6

- Peter Firth
- Angeline Ball
- Tom Watson

Immortels
- Arthur Drake / Drakov

Flashback
Russie, 1917.

### Épisode 18:La Fille du pharaon
- Canada : 25 avril 1994 en Syndication
- France : 12 janvier 1995 sur M6

- Nia Peeples (Nefertiri)
- James Faulkner (Marcus Constantine)
- Jerry Di Giacomo (Victor Benedetti)
- Diane Bellego (Angela Constantine)

Duncan ressent la présence d’un Immortel venant d’un ancien sarcophage, en ouvrant celui-ci, il découvre Néfertiri, ancienne servante de Cléopâtre, morte il y a plus de 2 000 ans. Nefertiri contemple les changements qui se sont produits mais son désir de se venger du général Marcus Constantine, responsable selon elle de la mort de sa maîtresse, n’a pas faibli.
Immortels
- Nefertiri
- Marcus Constantine

Flashback
- À l’origine, le personnage de Marcus Constantine devait devenir semi-récurrent, et remplacer Darius en tant que sage mentor de Duncan McLeod. Ce rôle sera finalement dévolu à Methos, qui apparaîtra dans la saison suivante. Le personnage de Marcus Constantine ne réapparaîtra finalement plus dans la série, mais sera en revanche au centre d’une intrigue, se déroulant deux ans après cet épisode, d’un roman de l’univers étendu de Highlander, dans lequel il trouvera la mort.
- Nia Peeples deviendra Sydney Cooke dans Walker, Texas Ranger puis Karen Winters dans Les Feux de l'amour.

### Épisode 19:L'Héritage de cristal
- Canada : 2 mai 1994 en Syndication
- France : 19 janvier 1995 sur M6

- Nadia Cameron
- Emile Abossolo M'bo

Immortels
- Amanda
- Luther
- Rebecca Horne

Flashback
850 et 1635.

### Épisode 20:Le Fils prodigue
- Canada : 9 mai 1994 en Syndication
- France : 26 janvier 1995 sur M6

- Michael Siberry

Immortels
- Martin Hyde
- Segur

Flashback
France, 1627.

### Épisode 21:Le Miroir de Tessa (1repartie)
- Canada : 16 mai 1994 en Syndication
- France : 2 février 1995 sur M6

- Martin Cummins
- Meilani Paul
- Peter Rutherford

- Retour d’Alexandra Vandernoot, dans un autre rôle que celui de Tessa.
- Retour de James Horton.
- Lisa Halle est jouée par Meilani Paul l’ex femme d’Adrian Paul. A l’époque ils étaient mariés. Ils divorceront en 1997.

### Épisode 22:Le Miroir de Tessa (2epartie)
- Canada : 23 mai 1994 en Syndication
- France : 9 février 1995 sur M6

- Alexandra Vandernoot
- Peter Hudson
- Jim Byrnes

- Dernière apparition de Alexandra Vandernoot, qui ne reviendra que pour le final de la série (en saison 6).
- Mort de James Horton, l’un des principaux antagonistes de la série.
- Duncan vend sa péniche à la fin de l'épisode pour oublier Tessa et part avec Richie sur les routes.